# Brian Kerwin
Brian Kerwin (Chicago, 25 de octubre de 1949) es un actor y productor estadounidense.

## Filmografía

### Cine
| Año  | Título                                    | Personaje           | Notas |
| ---- | ----------------------------------------- | ------------------- | ----- |
| 1973 | I love you                                |                     |       |
| 1979 | Hometown USA                              | T. J. Swackhammer   |       |
| 1980 | Getting Wasted                            | Brad Carson         |       |
| 1984 | Nickel Mountain                           | George              |       |
| 1985 | El romance de Murphy (Murphy's Romance)   | Bobby Jack Moriarty |       |
| 1986 | King Kong Lives                           | Hank Mitchell       |       |
| 1988 | Spies Inc.                                | Jim                 |       |
| 1988 | Trilogía en Nueva York                    | Ed                  |       |
| 1991 | Hard Promises                             | Walt                |       |
| 1992 | Love Field                                | Ray Hallett         |       |
| 1995 | Gold Diggers: The Secret of Bear Mountain | Matt Hollinger      |       |
| 1996 | Dear Diary                                |                     |       |
| 1996 | Getting Away with Murder                  | Marty Lambert       |       |
| 1996 | Jack                                      | Brian Powell        |       |
| 1997 | Back home (The Myth of Fingerprints)      | Elliot              |       |
| 1997 | Mr. Jealousy                              | Stephen             |       |
| 2004 | Debating Robert Lee                       | Gary Mann           |       |

### Televisión
| Año  | Título                                         | Personaje                                         | Notas                  |
| ---- | ---------------------------------------------- | ------------------------------------------------- | ---------------------- |
| 1977 | The Greatest Thing That Almost Happened        |                                                   |                        |
| 1978 | A Real American Hero                           | Til Johnson                                       | Película de televisión |
| 1979 | The Misadventures of Sheriff Lobo              | Ayudante del sheriff "Birdie" Hawkins (1979-1981) | Serie                  |
| 1979 | The Chisholms                                  | Gideon Chisholm                                   | miniserie              |
| 1979 | The Paradise Connection                        | Bruce Douglas                                     |                        |
| 1980 | Power                                          | Jack Vanda                                        | Serie                  |
| 1982 | Miss All-American Beauty                       | Michael Carrington                                |                        |
| 1982 | Azules y grises                                | Malachy Hale                                      | miniserie              |
| 1983 | Anthony and Cleopatra                          | Eros                                              |                        |
| 1983 | Intimate Agony                                 | Nick Todd                                         |                        |
| 1984 | Wet Gold                                       | Ben Keating, the Diver                            |                        |
| 1987 | Tales from the Hollywood Hills: Natica Jackson | Hal Graham                                        |                        |
| 1988 | Bluegrass                                      | Dancy Cutler                                      |                        |
| 1990 | Challenger                                     | Capt. Michael J. Smith                            |                        |
| 1991 | Switched at Birth                              | Robert Mays                                       | Serie                  |
| 1992 | Against Her Will: An Incident in Baltimore     | Jack Adkins                                       |                        |
| 1993 | Angel Falls                                    | Eli Harrison                                      | Serie                  |
| 1995 | Abandoned and Deceived                         | Doug                                              | Película               |
| 1996 | Sins of Silence                                | Joey Finn                                         | Película de televisión |
| 1996 | It Came from Outer Space II                    | Jack Putnam                                       |                        |
| 1996 | Critical Choices                               | Flood                                             |                        |
| 1996 | Unlikely Angel                                 | Ben Bartilson                                     | Película de televisión |
| 1997 | Volcano: Fire on the Mountain                  | Buck Adams                                        | Película de televisión |
| 1997 | Flash                                          | David Strong                                      | Película de televisión |
| 1998 | Giving Up the Ghost                            | Kevin                                             | Película de televisión |
| 1999 | The Hunt for the Unicorn Killer                | Saul Lapidus                                      | Película de televisión |
| 1999 | TV business ("Beggars and Choosers")           | Rob Malone                                        | Serie                  |
| 2000 | Common Ground                                  | Chuck Dawson                                      |                        |
| 2001 | A Girl Thing                                   | Gary Tucker                                       | Serie                  |
| 2004 | Revenge of the Middle-Aged Woman               | Nathan Lloyd                                      | Película de televisión |

## Como productor
- Common Ground (TV, 2000)

## Teatro: Broadway
- August: Osage County (2007).
- After the Night and the Music (2005)
- The Little Foxes (1997)